# IC 4052
IC 4052 је појединачна звијезда у сазвјежђу Ловачки пси која се налази на листи објеката дубоког неба у Индекс каталогу.
Деклинација објекта је + 39° 40' 5" а ректасцензија 13h 0m 41,5s.